# كينيث تي. ويلسون
كينيث تي. ويلسون هو سياسي أمريكي، ولد في 20 مارس 1936. نشط حزبياً في الحزب الجمهوري. وقد انتخب عضو جمعية نيوجيرسي العامة ‏.